# زوما ينتقم! (لعبة فيديو)
زوما ينتقم! (بالإنجليزية: Zuma's Revenge!)‏ ، هي لعبة إلكترونية من نوع ألغاز، صدرت بتاريخ 15 سبتمبر عام 2009م، وتعمل لأنظمة ويندوز وإكس بوكس ونينتندو دي إس.

## وصلات خارجية
- الموقع الرسمي